# Karamken
Karamken (en rus: Карамкен) és un poble (possiólok) de l'óblast de Magadan, a Rússia, que el 2014 no tenia cap habitant.